# Stefan Stasiak
Stefan Stasiak (ur. 22 lutego 1884 w Czystem, zm. 9 lutego 1962 w Londynie) – polski orientalista, indolog.

## Życiorys
Był synem Adama Stasiaka i Walerii Stasiak z d. Tuchowskiej. Jego ojciec pracował na kolei, matka była nauczycielką.
Ukończył Szkołę Techniczną Kolei Warszawsko-Wileńskiej, uczył się w gimnazjum w Lipawie. W 1906 wyjechał do Wiednia, tam rozpoczął studia filozoficzne i psychologiczne, z uwagi na trudną sytuację materialną zamieszkał następnie w Monachium, później w Szwajcarii, a od 1909 w Paryżu, gdzie ukończył École pratique des hautes études. Nie zdążył ukończył przygotowywanej na Sorbonie pracy doktorskiej Unicornus–studium porównawcze źródeł orientalnych i zachodnich. Wybuch I wojny światowej zastał go w Petersburgu, w 1916 wyjechał do Szwecji, gdzie do końca wojny pracował w Polskim Czerwonym Krzyżu i Polskim Komitecie Pomocy. Podczas wojny polsko-bolszewickiej był wolontariuszem PCK w czasie bitwy warszawskiej. Niedługo później wyjechał do Francji i Portugalii, m.in. wykładał łacinę w École Bourdaloue.
W 1925 został pracownikiem naukowym Wydziału Humanistycznego Uniwersytetu Jana Kazimierza we Lwowie. Na tej uczelni w 1926 uzyskał habilitację na podstawie pracy poświęconej Panegirykowi Dharamdhary, a w 1928 został pracownikiem i kierownikiem Zakładu Filologii i Kultury Indyjskiej UJK, po śmierci Andrzeja Gawrońskiego. W 1929 otrzymał nominację na profesora nadzwyczajnego. Był członkiem Wydział I (filologicznego) Towarzystwa Naukowego we Lwowie. Na przełomie 1935/1936 przebywał w Indiach prowadząc badania naukowe oraz wygłaszając odczyty. Był tłumaczem z sanskrytu i palijskiego. Jego uczniami byli m.in. Eugeniusz Słuszkiewicz, Ludwik Skurzak, Franciszek Tokarz, Mikołaj Ałtuchow, Włodzimir Szajan i Ewa Gruberówna. W styczniu 1938 był jednym z 26 profesorów-sygnatariuszy protestujących przeciw wprowadzeniu getta ławkowego. Został kuratorem prawnym spadkobiercy prof. UJK Zygmunta Smogorzewskiego, jego brata Stanisława. 
Po wybuchu II wojny światowej i nastaniu okupacji sowieckiej był kierownikiem Katedry Języków Wschodnich na przemianowanym Lwowskim Państwowym Uniwersytecie im. Iwana Franki we Lwowie. Po ataku Niemiec na ZSRR i nastaniu okupacji niemieckiej przebywał w ukryciu. W listopadzie 1942 wyjechał do Warszawy, tam przebywał do wybuchu powstania. W swych papierach osobistych przechował rękopis wspomnień z getta lwowskiego Maurycego Allerhanda, pt. Zapiski z tamtego świata. W 1946 zamieszkał w Łodzi, w 1948 wyemigrował do Londynu. Jego źródłem utrzymania były tłumaczenia.
Zmarł 9 lutego 1962 w Londynie wskutek potrącenia przez samochód.